# From a Window
From a Window is een liedje dat is geschreven door Paul McCartney van The Beatles. Zoals gebruikelijk, staat het op naam van John Lennon en Paul McCartney. The Beatles hebben het nummer nooit zelf opgenomen, maar Lennon en McCartney gaven het aan de bevriende groep Billy J. Kramer with The Dakotas. Het was het zesde en laatste Lennon-McCartney-nummer dat Kramer c.s. opnamen, na Do You Want to Know a Secret, I'll Be on My Way, Bad to Me, I Call Your Name en I'll Keep You Satisfied.
Het liedje werd opgenomen op 29 mei 1964 in de Abbey Road Studios onder leiding van George Martin, de vaste producer van The Beatles. Lennon en McCartney waren allebei aanwezig bij de opnamen. McCartney zingt in het allerlaatste stukje nog even mee.
From a Window kwam in Groot-Brittannië als single uit op 17 juli 1964. De maand daarop bereikte het zijn top in de UK Singles Chart: een tiende plaats. Dat was lager dan de vier voorgaande singles. Daarna nam de populariteit van de groep snel af. Er volgde nog één hit, Trains and Boats and Planes, dat het tot de twaalfde plaats bracht, maar toen was het afgelopen met hits voor de groep.
In de Verenigde Staten kwam de single uit met een andere B-kant: I'll Be on My Way in plaats van Second to None. De plaat bracht het tot een 23e plaats in oktober 1964. Het was de laatste hit van de groep in de VS.

## Coverversies
In februari 1965 kwam de lp Chad & Jeremy Sing For You van Chad & Jeremy uit, een Engels duo dat vooral in de Verenigde Staten populair was. Daarop stond hun versie van From a Window. In juni van dat jaar werd het nummer als single uitgebracht. Het bereikte de 97e plaats in de Billboard Hot 100.
Een gelegenheidstrio onder de naam Pierson, Parker, Janovitz, bestaande uit Graham Parker, Kate Pierson en Bill Janovitz van Buffalo Tom, nam in 2003 het album From a Window: Lost Songs of Lennon & McCartney op, met onder andere een cover van From a Window.
Coverversies van het nummer staan ook op Lennon & McCartney Secret Songs van Bas Muys (1989), It’s Four You van de Australische tributeband The Beatnix (1998) en Off the Beatle Track van Apple Jam, een band uit Seattle, VS (2009). Deze albums bestaan uit nummers van The Beatles die ze zelf nooit gespeeld hebben, uitgevoerd zoals de artiesten zich voorstelden dat ze geklonken zouden hebben als The Beatles dat wel hadden gedaan.
Een vergelijkbaar project, maar dan met uitvoeringen door de originele artiesten, is The Songs Lennon and McCartney Gave Away uit 1971. Daarop staat From a Window in de uitvoering van Billy J. Kramer with the Dakotas.